# Безобразова, Мария Владимировна
Мари́я Влади́мировна Безобра́зова (29 мая [10 июня] 1854, Санкт-Петербург, Российская империя — 2 [15] сентября 1914, Москва, Российская империя) — русский философ, историк, историограф, педагог, журналистка и деятель женского движения. Дочь академика, экономиста и сенатора В. П. Безобразова, сестра историка-византиниста, публициста, прозаика и переводчика П. В. Безобразова и камергера Д. В. Безобразова. Первая в истории России женщина — доктор философии.

## Биография
Родилась в Петербурге в мае 1854 года в семье Елизаветы Дмитриевны (урождённой Масловой) и Владимира Павловича Безобразовых. Крещена 16 июня 1854 года в Новосильцевской церкви. Отец Марии Владимировны был известным экономистом, педагогом, публицистом и государственным деятелем из рода Безобразовых. Он служил в Департаменте податей и сборов Министерства финансов, в Министерстве государственных имуществ. В конце жизни дослужился до чина тайного советника на посту сенатора Департамента герольдии. Преподавал экономику и финансовое право в Александровском лицее и великим князьям. За свои научные и педагогические труды по экономике и статистике удостоен звания академика Санкт-Петербургской Академии наук.
Многочисленные таланты отца нередко вступали в конфликт с талантами дочери. Поэтому ведущую роль в воспитании Марии Владимировны играла мать. Она также была человеком незаурядным. Елизавета Дмитриевна Безобразова (1834—1881) была весьма образованным человеком, хорошо владела немецким, английским и французским языком, писала на этих языках литературные и публицистические статьи для английских, французских и швейцарских журналов, подписывая их Tatiana Svetof или Е. Васильевская — для русского читателя. Елизавета Дмитриевна была человеком с широким умственным кругозором: интересовалась юриспруденцией, современной политикой, экономикой, переводила на итальянский «Бориса Годунова», А. С. Пушкина (с Пушкиными Безобразовы находились в дальнем родстве), писала о творчестве И. С. Тургенева, занималась детской литературой. У Марии была одна сестра и несколько младших братьев, среди них известность получили историк П. В. Безобразов и государственный служащий Д. В. Безобразов.

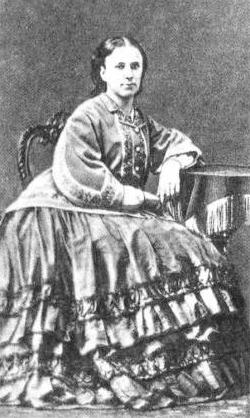
Мать Е. Д. Безобразова

Мария считалась красивой девочкой, но с детства у неё начал развиваться физический изъян, с годами лишь усугублявшийся — глухота. Во всём остальном она была бойким ребёнком, любившим сельские занятия — на лето из Петербурга семья Безобразовых перебиралась либо к бабушке по матери в имение Масловых под Клином, либо в усадьбу Носково Безобразовых в Дмитровском уезде. В то же время, Мария росла достаточно серьёзной, пытливой и развитой девочкой, рано начала читать. Её образованием занималась мать. Начальное образование юная Мария получила в немецком пансионе Мезе, куда её поместили в десятилетнем возрасте. Пансион имел неплохую репутацию, к моменту поступления там воспитывалось третье поколение учениц. Но отец выбрал пансион не из-за репутации, а из-за того, что учили в нём меньше, чем в гимназии. Понятие «учёная женщина» было нонсенсом для высокобразованного родителя. Даже его супруга в течение десяти лет вынуждена была заниматься журналистикой втайне от него. Учёный и академик не видел надобности во всестороннем женском образовании. Поэтому, во время обучения в пансионе, ученице приходилось заниматься и самообразованием.
Она легко овладела французским и немецким языками (к тому же образование в пансионе давалось на немецком языке, а Мария всегда была первой ученицей в пансионе), после этого ей открылся доступ к библиотеке отца. В числе её интересов были естественные науки, психология и, как тогда считалось, не совсем свойственная для девочек философия. По окончании пансиона Мария не прекращала самообразования и по программе мужских гимназий освоила древние языки и математику.
Окончание пансиона предоставляло ей возможность экзаменоваться на домашнюю учительницу, но этот экзамен необходимо было сдать в гимназии, а не в частном пансионе. Такой экзамен Мария легко сдала с оценкой «отлично», и лёгкий успех окрылил её, она поверила в свои способности и решила поступать в Цюрихский университет, готовиться к этому она стала и самостоятельно, и посещая Владимирские курсы. С трудом ей удаётся убедить В. П. Безобразова позволить ей учёбу на педагогических курсах. С отцом удалось договориться, лишь убедив его в том, что после окончания курсов она не будет работать учительницей, иначе Владимир Петрович в сердцах пообещал оставить Санкт-Петербург. Суровый отец, несмотря на все разногласия с дочерью, по-своему любил её и даже сделал её своим личным «учёным секретарём», но о большем счастье для дочери он не помышлял, не желая её отпускать от себя.
В 1876 году она окончила Санкт-Петербургские педагогические курсы при Александровской женской гимназии, и ей открылась вакансия образцовой учительницы русского языка в прогимназии, но данное отцу обязательство она вынуждена была выполнять. Однако с 1880 года по 1883 год она всё же работала преподавателем иностранных языков женской гимназии г. Вязьма, с 1883 по 1884 год преподавала географию, историю и естествоведение в пятиклассной мариинской женской прогимназии г. Жиздра Калужской губернии, работала начальницей этого учебного заведения.
В октябре 1884 года Мария Владимировна отправила из Жиздры письмо профессору всеобщей истории Московского университета В. И. Герье, в котором писала, что провела всё лето в Берне, где познакомилась с профессорами философского факультета. Далее письмо гласило: «…много обязана профессору философии Геблеру, принявшему во мне участие. В настоящее время я работаю над сочинением, которое в случае удачи даст мне степень. Посылаю Вам первый свой опыт, написанный в Берне и о котором Геблер отозвался одобрительно. Тема, избранная мною для диссертации, не требует большого количества книг, но тем не менее не знаю, насколько моя работа будет успешна».

### Первые лекции в Москве
В 1887 году Мария Владимировна покинула Россию и уехала в Лейпциг слушать лекции по философии в местном университете. 26 января 1888 г. ею была прочитана первая публичная лекция в Москве «О значении Канта». 28 января газета «Русские ведомости» напечатала репортаж о выступлении М. В. Безобразовой. «Случай редкий: г-жа Безобразова — первая русская женщина, специально занимающаяся философией и публично выступающая с лекцией по философии. Да и не только в России, но и за границей (кроме, конечно, Америки) эта лекция женщины о философских вопросах чуть ли не первая в нашем веке. Тем более славы русской женщине, которая впервые решилась на такой подвиг». По мнению репортёра, чтение лекции было удачным. Она собрала столько слушателей, что её пришлось перенести из малого зала Политехнического музея в большой зал, но и он был наполнен до отказа, особенно много слушателей М. В. Безобразовой было среди женщин.
Лекция началась в 8 ч. 30 мин. и длилась час. В начале и в конце выступления лектора награждали аплодисментами. Учёная рассмотрела разницу между философией и метафизикой, коснулась докантовской философии и биографии самого Канта, а после этого перешла к детальному изложению «Критики чистого разума». Резюмируя значение Канта для последующей философии, она сказала, что кантова философия навечно «похоронила метафизику», хотя и оговорилась, что Канта можно назвать «последним апостолом» метафизики. После Канта философия, оставаясь наукой, должна, по мнению лектора, отказаться от решения метафизических вопросов о сущности бытия, отказаться в пользу психологии. В целом, как сообщал корреспондент газеты, изложение взглядов Канта было точным и последовательным. В этом же году она прочитала ещё одну публичную лекцию. После этого, теперь уже в Цюрихском университете, она ещё два семестра слушала лекции по философии.

### Докторская диссертация
В 1891 году Мария Владимировна стала первой в России женщиной, защитившей диссертацию на степень доктора философии. Это произошло в Бернском университете, а научная работа основывалась на материалах древнерусских рукописей по философии из собраний библиотек Санкт-Петербурга, Москвы и Киева. С этого момента она полностью посвятила свои профессиональные интересы историографии русской философии: вернувшись в Россию, она вновь выступала с чтением лекций по своей тематике в аудиториях Петербурга, Москвы и некоторых других городов.

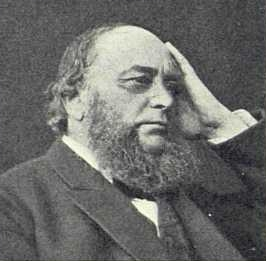
Отец В. П. Безобразов

В 1895 году Безобразова приняла деятельное участие в организации «Русского женского взаимно-благотворительного общества», первого подобного учреждения в России. Общество насчитывало около восьмисот человек. В задачи общества входило предоставление временного жилья нуждающимся женщинам, кроме этого, общество создало своё бюро занятости, кассу взаимопомощи, литературно-музыкальный кружок, библиотеку-читальню, которой присвоили имя Н. В. Стасовой. В обществе Мария Владимировна возглавила «Кружок домашних чтений для самообразования». Одной из тем на занятиях 1897—1898 гг. был её доклад: «Унижает или возвышает Владимир Соловьёв Пушкина своим взглядом на его судьбу?». Прочитав свой доклад, она позднее выступила в прениях на его обсуждении. Тем самым по примеру матери Елизаветы Дмитриевны её дочь внесла свой вклад в увековечивание важной для рода Масловых и Безобразовых памяти об А. С. Пушкине. В 1908 году Общество организовало Первый Всероссийский съезд женщин в Москве.
В 1897 году она участвовала в учреждении Философского общества при Санкт-Петербургском университете. В 1899 году организовала «Этический кружок», а в 1910 году — «Этическое общество»), участники общества ставили перед собой задачи духовно-нравственного единения. Но сама научная карьера Марии Владимировны на поприще профессионального философа складывалась весьма непросто. Некоторые учёные, нередко мужчины, и даже её собственный отец, осуждали учёную за выбранную ею «неженскую» профессию философа, что, по их мнению, роняло непререкаемый авторитет доселе абсолютно «мужской» дисциплины. В автобиографической книге «Розовое и чёрное из моей жизни» об этом сказано подробно:

«Самое ужасное, что может испытать человек, это быть оторванным от деятельности, когда её страстно любишь. Какое самое страшное слово для нас, вступивших на публичную дорогу? Это слово — замалчивать. Но вы не знаете, как это делается! На это существует тысяча манёвров тех многих недоброжелателей, которые есть у всякого, кто незауряден… Мне, по крайней мере, закрыты все русские издания, нигде я не могу не только излагать своих мыслей, но даже возражать — закрыты все двери».
Многое из того, что писала М. В. Безобразова, было издано ею на собственные средства. Часть рукописей безвозвратно затерялась в редакциях.

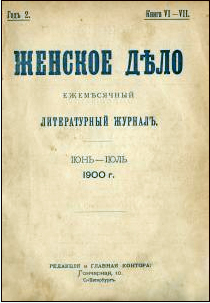
В «Женском деле» А. Пешковой-Толиверовой публиковались преимущественно женщины, но не только феминистки

Вопросы женской эмансипации и женского образования также привлекали её внимание. М. В. Безобразова сотрудничала в журналах А. Н. Пешковой-Толиверовой «Женское дело», «На помощь матерям», где она была помощником редактора, принимала участие в педагогических журналах «Воспитание и обучение», «Домашнее воспитание», «Семейное воспитание», «Родник». Её многочисленные публикации появлялись в газетах и журналах «Народ», «Новости», «Санкт-Петербургские ведомости», «Голос правды», «Крестьянин», «Славянский век», «Светлый луч». Она также писала детские рассказы, печатавшиеся в 1880—1890 гг. в журнале «Детский отдых». Некоторые авторы также приписывают Марии Владимировне перевод с французского языка книги «Византийские портреты» Шарля Диля под редакцией и с предисловием П. В. Безобразова, тогда как другие источники утверждают, что перевод выполнила не М. В. Безобразова, а М. С. Безобразова, жена историка, и даже сам П. В. Безобразов. Существует неясность при расшифровке газетных псевдонимов «М. Б.» и «М. Б-ва» в отношении М. Безобразовой в «Словаре псевдонимов» И. Ф. Масанова.
Мария Владимировна скончалась в возрасте 56 лет, когда находилась на отдыхе на даче у своих знакомых неподалёку от Москвы. Вся жизнь её была посвящена научной работе и общественной деятельности. Она не была замужем, не имела детей. В своей книге «Из одного альбома», вышедшей в 1912 году, Мария Владимировна написала: «Сделайте, пожалуйста, надпись на моей могиле: „Здесь лежит беспокойный человек“». Похоронена на кладбище Новодевичьего монастыря. За месяц до её кончины известный русский религиозный философ В. В. Розанов написал о Марии Владимировне статью в газете «Новое время», сравнивая её с прославленной Софьей Ковалевской. После Октябрьской революции научные и общественные заслуги М. В. Безобразовой, первой русской женщины-философа, оказались невостребованными, а имя её забыто. Интерес к её личности вновь возник лишь в постсоветскую эпоху.

### Научная деятельность

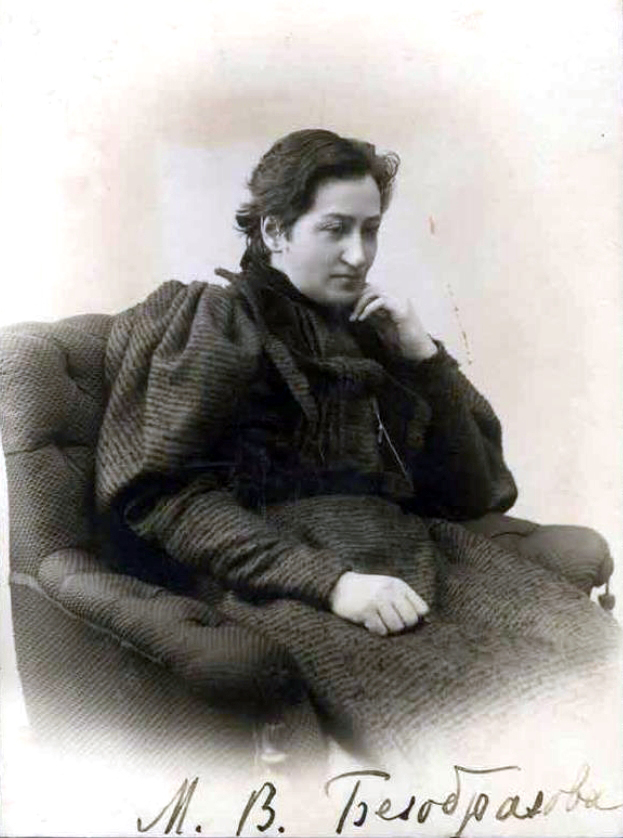
Мария Безобразова, 1900-е годы

Первая крупная печатная работа учёной появилась в 1887 году в Лейпциге и называлась «Über Plotin’s Glückseligkeitslehre» («О плотиновом учении о Благе»). Диссертация 1891 года «Handschriftliche Materialien zur Geschichte der Philosophie in Russland» («Рукописные материалы к истории философии в России») была издана в Берне и переиздана в следующем году в Лейпциге). На родине первая книга Безобразовой «Философские этюды» впервые вышла в 1892 году. Девяностые годы были самыми плодотворными годами её деятельности. Одна за другой появляются её новые публикации в «Журнале Министерства народного просвещения», «Вопросах философии и психологии». Работа «К истории просвещения в России» получила в 1897 году почётный отзыв императорской Академии наук. Как и Р. К. Эйкен, научный наставник Марии Владимировны, она квалифицировала свои философские взгляды как «этический идеализм».
В 1903 году Мария Владимировна обратилась в Министерство просвещения с просьбой о допущении её к российскому экзамену на степень магистра философии. Она была допущена к экзамену, но проблемы со здоровьем во время предэкзаменационной подготовки не позволили ей успешно сдать экзамен. Ни к чему не привела и вторая попытка М. В. Безобразовой, ей не удалось дать ответ на некоторые вопросы по логике, поскольку к экзамену она готовилась в основном по истории философии, а не по другим философским дисциплинам. После этого она продолжила заниматься литературным трудом и чтением публичных лекций в различных городах Российской империи, а всего таких лекций было около восьмидесяти. Кроме столичных аудиторий, это были выступления в Ярославле, Вязьме, Смоленске, Твери, Нижнем Новгороде, Киеве, Полтаве, Харькове, Тамбове и т. д.

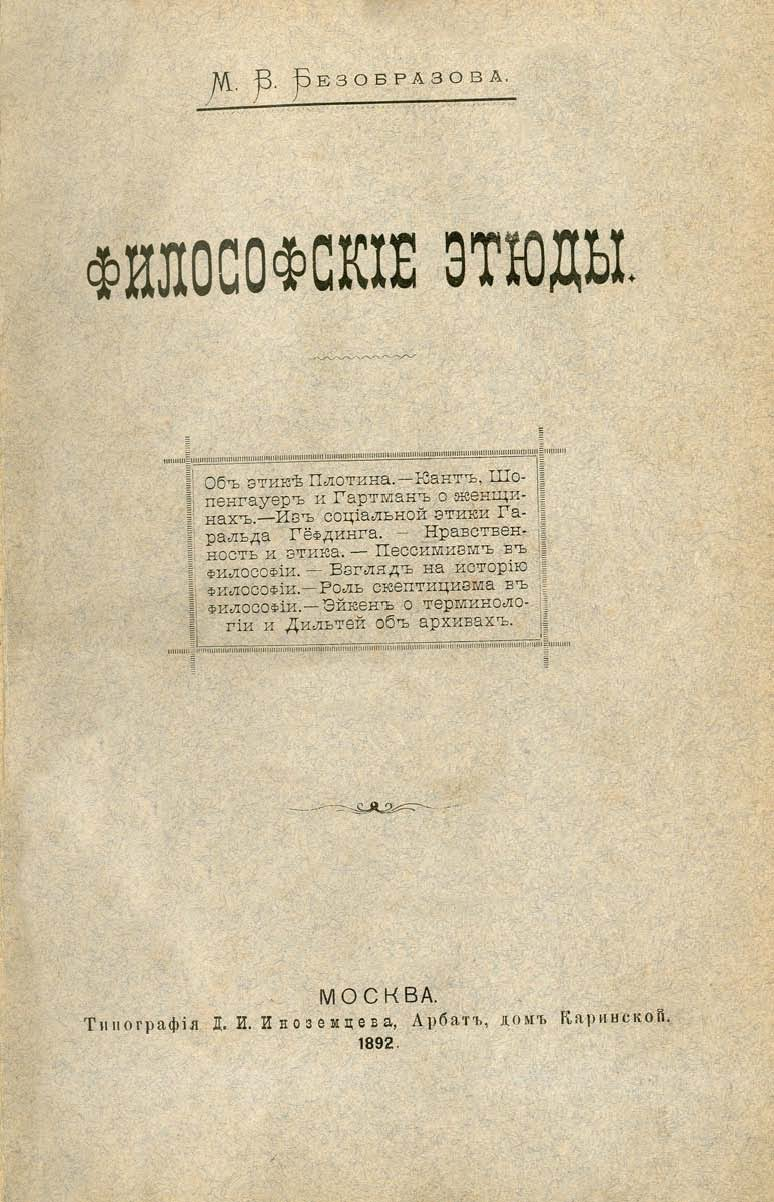
Философские этюды, 1892

Наиболее весомый вклад в русскую философию, по мнению В. В. Ванчугова, Безобразова внесла трудами по истории древнерусской философии, практически неизвестной доселе мировой науке. Даже в своей докторской диссертации на немецком языке «Рукописные материалы к истории философии в России» она рассматривала такие работы, как «Диоптра» Филиппа Пустынника (в списках XIV—XVI вв.), монастырский устав Нила Сорского, византийский сборник изречений «Пчела» (в списках XIV—XVII вв.) и т. п. тексты, показав, какое значение на этом историческом этапе имели труды византийских богословов для развития отечественной философской науки. По убеждению М. В. Безобразовой, «отцом русской философии» можно считать Иоанна экзарха Болгарского, поскольку он своими переводами византийских авторов формировал философскую терминологию славян.
Для её ранних работ, к примеру, в «Философских этюдах», характерно понимание актуальности изучения древнерусской философии:
Философии у нас не существовало, или философия наша была греческою — те предвзятые мнения, или идолы, по Бэкону, от которых следовало освободиться, потому что в науке нет места для предвзятых мнений. Насколько Россия принимает теперь участие в развитии общеевропейской науки, настолько же на нас лежит обязанность внести в общую сокровищницу работу наших предков. От души желаем мы освобождения от 5-го идола — специально русского, то есть от пренебрежения ко всему своему. Мы ему слишком долго уже поклонялись, ставя иногда на его место другой идол — пренебрежение ко всему чужому.
По мнению М. В. Безобразовой, философия — это способ существования, способ деятельности; осмысление философских истин должно быть увязано с житейской практикой, с жизнедеятельностью в широком смысле. Философия, считает учёная, — это в основе своей наука о духе, в совокупности с этикой, психологией, метафизикой и логикой, изучающая наиболее общее в бытии. Безобразову привлекало философское терминоведение: «Что касается вопроса о философской терминологии, то нам, русским, не мешало бы не только вникнуть во всеобщую историю, но и в историю каждого философского термина у нас». В подтверждение такой точки зрения советский и российский исследователь М. Н. Громов полагает, что и в наше время одно из самых перспективных направлений современной науки — это философско-лингвистический анализ философской терминологии древнерусских источников.
В истории русской философии Мария Владимировна усматривает две противоположные тенденции. Первая — это склонность к этическим учениям и мистицизму, вторая — склонность к материалистическим учениям, деизму и атеизму. Проявления мистицизма различны по форме: это и древнерусский аскетизм, и масонство XVIII столетия, и теософское учение Елены Блаватской. Материалистические учения оказывали своё влияние на русскую философию в XVIII веке со стороны французских энциклопедистов, в XIX веке — под воздействием взглядов Людвига Бюхнера и Якоба Молешотта.
В то же время М. В. Безобразова предполагает, что и мистицизм, и материализм могут иметь общее начало в этике: «Не в этике ли укоренён и мистицизм и материализм и не из практической ли философии выводится философия теоретическая? Не следует ли из этого тот вывод, что основные вопросы русских облачались в этическую проблему и выражались в форме „как до́лжно жить“? В таком случае, развитие нашей философии должно было бы быть своеобразным и, возможно, оригинальным». Периодизация истории русской философии, по Безобразовой, выглядит следующим образом: начальный период продолжался с X века до середины XVI века, следующий этап длился со второй половины XVI века до конца XVIII столетия, заключительный, третий период — с конца XVIII века и до конца XIX века. Сфера научных интересов учёной относилась преимущественно к начальному периоду истории русской философии, поскольку, согласно её точке зрения, ранние переводы византийских философских трактатов содействовали «созданию славянского философского языка и многие из использованных при этом терминов до сих пор употребляются в русском языке». Из поздних философских сочинений учёной исследователи выделяют «Психологию XVIII в.» и «Тайная тайных».

## Адреса
- 1906—1908 годы. Гатчина. Елизаветинская улица, д. 16.